# Compsura gorgonae
Compsura gorgonae är en fiskart som först beskrevs av Barton Warren Evermann och Goldsborough, 1909.  Compsura gorgonae ingår i släktet Compsura och familjen Characidae. Inga underarter finns listade i Catalogue of Life.